# Романья (Італія)
Романья (італійська: Romagna, романьйольська: Rumâgna) — історичний регіон в Італії, що разом з іншим — Емілією — утворював адміністративний регіон Північної Італії Емілія-Романья.
Історія назви Емілія-Романья сягає у часи Стародавнього Риму: після захоплення цих земель лонгобардами, Італію поділили на дві частини — візантійську Романью і лонгобардську Ломбардію. Романья увійшла до складу Равенського Екзархату, який був подарований римському Папі королем франків Піпіном Коротким.
| Італія | Це незавершена стаття з географії Італії. Ви можете допомогти проєкту, виправивши або дописавши її. |